# Michael Reiss
Michael Reiss, född 1960, är en brittisk forskare och präst. 
Reiss var ordförande för brittiska Royal Society 2006–2008. Reiss avgick efter ett kontroversiellt uttalande där han förespråkade att kreationism skulle läras ut i skolan. Reiss menar dock att han blivit felciterad, och i efterhand har bland annat The Guardian givit honom rätt.